# Gaylord (Minnesota)
Gaylord és una població dels Estats Units a l'estat de Minnesota. Segons el cens del 2000 tenia 2.279 habitants.

## Demografia
Segons el cens del 2000, Gaylord tenia 2.279 habitants, 897 habitatges, i 592 famílies. La densitat de població era de 553,4 habitants per km².
Dels 897 habitatges en un 29,9% hi vivien nens de menys de 18 anys, en un 54% hi vivien parelles casades, en un 8,7% dones solteres, i en un 33,9% no eren unitats familiars. En el 29,1% dels habitatges hi vivien persones soles el 16,5% de les quals corresponia a persones de 65 anys o més que vivien soles. El nombre mitjà de persones vivint en cada habitatge era de 2,45 i el nombre mitjà de persones que vivien en cada família era de 3,01.
Per edats la població es repartia de la següent manera: un 24,7% tenia menys de 18 anys, un 8,4% entre 18 i 24, un 24,6% entre 25 i 44, un 21,2% de 45 a 60 i un 21% 65 anys o més.
L'edat mediana era de 38 anys. Per cada 100 dones de 18 o més anys hi havia 86,8 homes.
La renda mediana per habitatge era de 39.053 $ i la renda mediana per família de 45.750 $. Els homes tenien una renda mediana de 29.167 $ mentre que les dones 22.406 $. La renda per capita de la població era de 17.048 $. Entorn del 9,4% de les famílies i el 13,6% de la població estaven per davall del llindar de pobresa.

## Poblacions més properes
El següent diagrama mostra les poblacions més properes.